# Szatańskie wersety
Szatańskie wersety (آیات الشيطان) – wersety Koranu, które rzekomo zostały objawione prorokowi Mahometowi przez Szatana, który przybrał postać archanioła Gabriela. W 53. surze pt. „Gwiazda” (ar. An-Nadżm) po słowach:
19. Co myślicie o bóstwach El-Lata i Al-Ozza?
20. I o Manat, trzeciem ich bożyszczu?
miał mu podyktować słowa znane jako „szatańskie wersety”:
21. To najprzedniejsze boginie
22. I można liczyć na ich wstawiennictwo
zmienione w późniejszym objawieniu na:
21. Czyż wy będziecie mieć synów, a Allah córki?
22. Taki podział byłby niesprawiedliwym.
Problematyczność tego przekazu polega na tym, że Allāt, al-'Uzzā i Manāt (w przekładach angielskich El-Lata, Al-Ozza i Menata, wspominane powyżej) były boginiami czczonymi w Mekce. Mahomet wypowiadał zaś słowa wspomniane w przytoczonych wersetach właśnie do mieszkańców Mekki: stwierdziwszy więc, że to najprzedniejsze boginie / i można liczyć na ich wstawiennictwo, niejako podważył monoteizm własnej wiary/religii.
Wersety te były inspiracją do napisania powieści Szatańskie wersety (1988) Salmana Rushdiego.